# En färd till Indien (film)
En färd till Indien (engelska: A Passage to India) är en amerikansk dramafilm från 1984 i regi av David Lean. Filmen är baserad på E. M. Forsters roman med samma namn. Filmen utspelar sig på 1920-talet, då den indiska självständighetsrörelsen växer sig allt starkare mot den brittiska kolonialmakten i Indien.

## Handling
Ms. Adela Quested och Mrs. Moore seglar från England till Indien. Till att börja med vistas de i brittisk miljö med cricket, polo och afternoon tea, men de blir vänner med den infödde dr Aziz, och bestämmer sig för att med honom göra en utflykt till  Marabargrottorna. Under utflykten blir Adela överfallen och dr Aziz häktas för dådet. Rättegången mot Aziz, och dess upptakt och efterdyningar, för upp till ytan alla rasmotsättningar och fördomar som finns mellan de infödda indierna och de brittiska kolonisatörerna som styr Indien.

## Utmärkelser
Filmen belönades med två Oscar, i klasserna bästa kvinnliga biroll (Peggy Ashcroft) och bästa filmmusik.

## Rollista i urval
- Judy Davis - Adela Quested
- Peggy Ashcroft - Fru Moore
- Victor Banerjee - Dr. Aziz Ahmed
- James Fox - Richard Fielding
- Alec Guinness - Professor Godbole
- Nigel Havers - Ronny Heaslop
- Michael Culver - Major McBryde
- Clive Swift - Major Callendar
- Art Malik - Ali
- Saeed Jaffrey - Advokat Hamidullah
- Ann Firbank - Mrs Callendar
- Roshan Seth - Advokat Amrit Rao
- Richard Wilson - Turton